# Villa Harpstedter Straße 22
Die Villa Harpstedter Straße 22, Ecke Straße Limbusch in Twistringen, wurde nach 1900 gebaut.
Das Gebäude steht unter Denkmalschutz (Siehe auch Liste der Baudenkmale in Twistringen).

## Beschreibung
Das eingeschossige verputzte etwas historisierende Gebäude mit Mansarddach, großem Dachhaus und mittiger Eingangsloggia mit zwei Säulen wurde wohl um oder nach 1900 in einem Einfamilienhausviertel gebaut.